# Sơn Việt
Sơn Việt (tiếng Trung: 山越) là một bộ tộc sống trong cộng đồng người Bách Việt thuộc các tộc người Việt cổ. Tộc Sơn Việt được biết đến là tộc có tinh thần thượng võ. Họ sống phần phía nam chưa được kiểm soát bởi các dân tộc Hán (nhà Hán chỉ tuyên bố chủ quyền sở hữu các vùng đất, nhưng thiếu sức mạnh để kiểm soát chúng trong thực tế), người dân Sơn Việt thường xuyên thực hiện các cuộc tấn công đối với người Hán để chiếm nhiều tài nguyên, lương thực. Các bộ lạc của họ trở nên mạnh mẽ trong thời Đông Hán và cuối Đông Hán nhưng đã bị hấp thụ vào nền văn hóa Hán sau khi gia tộc họ Tôn thành lập một chính phủ mạnh của địa phương về phía Giang Nam. Vương quốc Ngô được thành lập bởi Tôn Quyền, phát động chiến dịch chống lại người Sơn Việt rất nhiều, nhưng người Sơn Việt đã chống trả rất quyết liệt nhưng sau đó bằng sự tấn công quyết liệt trong thời gian dài Tôn Quyền đã thôn tính được tộc Sơn Việt. Rất nhiều người bị bắt buộc tham gia vào lực lượng của quân Ngô thời Tam Quốc.